# Râul Beciu
Râul Beciu este un curs de apă, afluent al râului Slimnic. 